# Gabriel Paulista
Gabriel Armando de Abreu (São Paulo, Brasil, 26 de noviembre de 1990), conocido deportivamente como Gabriel Paulista, es un futbolista hispano-brasileño que juega de defensa en el Beşiktaş J. K. de la Superliga de Turquía.

## Trayectoria

### E. C. Vitória
Nacido en São Paulo, se incorporó a las categorías inferiores del E. C. Vitória en 2009, procedente del C. A. Taboão da Serra, tras haber fracasado en las pruebas del Grêmio Barueri y del Santos F. C. Debutó con el primer equipo el 7 de marzo de 2010, como titular en la victoria por 3-1 contra el Camaçari F. C. por el Campeonato Baiano, su única aparición en una temporada en la que el Vitória conquistó el título estatal. Debutó en el Campeonato Brasileño de Serie A el 15 de mayo, sustituyendo a Vilson en el empate a 1-1 en casa contra el C. R. Flamengo.
En agosto de 2010 apareció en los dos partidos de la final de la Copa de Brasil 2010 contra el Santos, pero jugando como lateral derecho en una derrota global por 3-2. El 5 de diciembre, en el último partido de una temporada de liga en la que su equipo descendió, fue expulsado por una falta sobre Anaílson en el empate sin goles en casa contra el Atlético Goianiense.
Debutó en el primer equipo a finales de 2011, y al año siguiente desempeñó un papel crucial, participando en 35 partidos en el regreso del Leão a la Serie A. El 6 de septiembre de 2012, firmó una ampliación de contrato con el Vitória, hasta 2016.
Fue elegido el mejor defensa central del Campeonato Baiano 2013; fue titular en la victoria por 7-3 ante el rival de la ciudad, E. C. Bahia, el 12 de mayo, en el partido de ida de la final (8-4 global). El 25 de mayo, en el partido inaugural de la temporada 2013, marcó su único gol en la liga nacional, poniendo al Vitória 2-0 arriba a los 12 minutos contra el S. C. Internacional en el Arena Fonte Nova, un empate a la postre 2-2.

### Villarreal C. F.
En 2013 ayudó a su equipo a ganar la Liga Estatal de Bahía y fue nombrado una vez más, el mejor centro de la defensa en el estado. En agosto después de 14 apariciones en la liga nacional, en el que Esporte Clube Vitória estaban en quinto lugar, Gabriel fue vendido al club español Villarreal CF.

### Arsenal F. C.

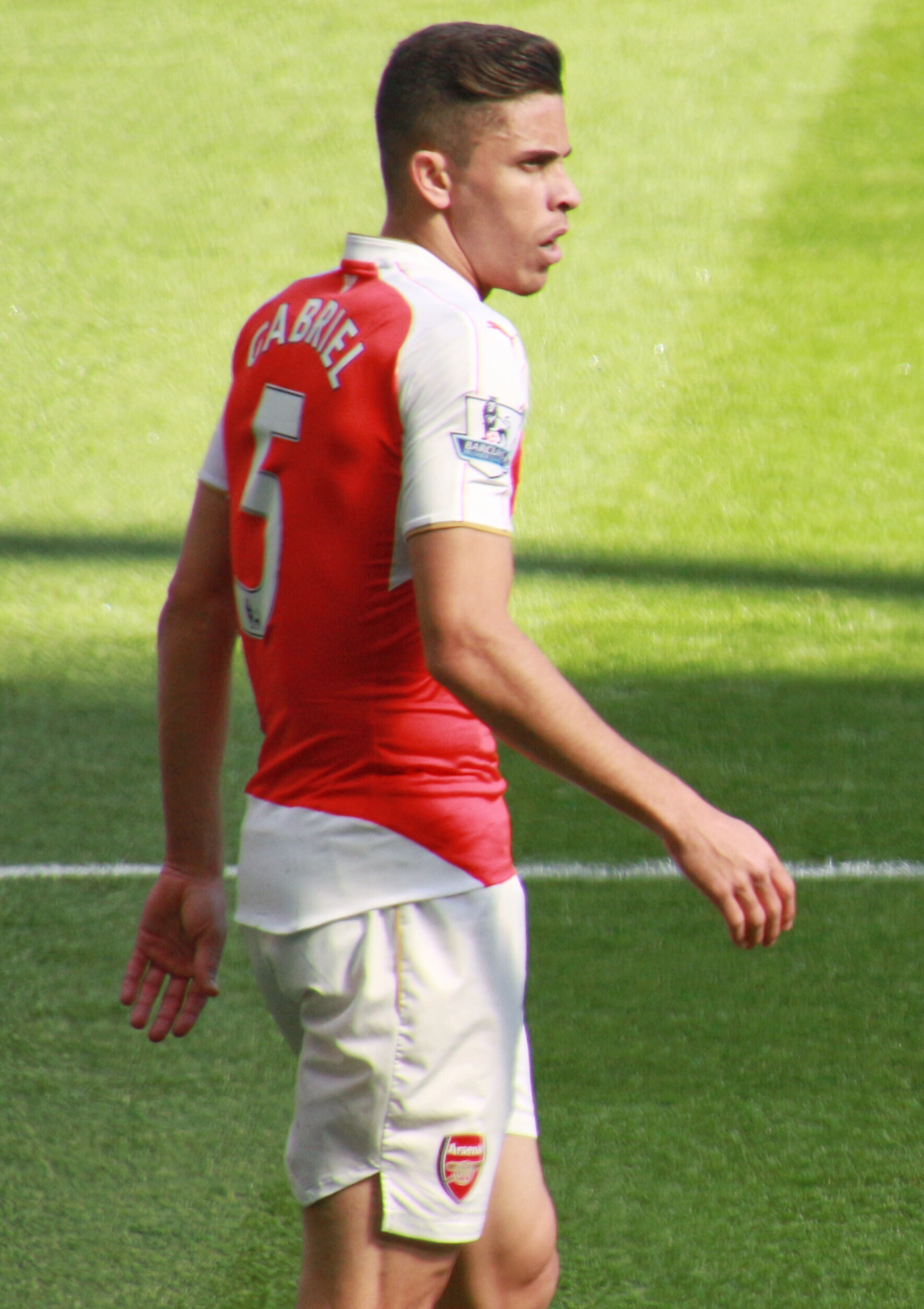
Gabriel Paulista en 2015 jugando para el Arsenal

El 24 de enero de 2015 el "Submarino amarillo" por medio de su cuenta de Twitter confirmó el traspaso de Gabriel al Arsenal F. C. de Inglaterra.

### Valencia C. F.
El 17 de agosto de 2017 llegó a la ciudad de Valencia para fichar por el conjunto Che. Sin embargo no debutaría sino hasta la siguiente semana en la segunda jornada del campeonato de La Liga Santander.
La temporada 2018-19 es la segunda de Paulista como uno de los centrales titulares del Valencia C. F., donde consigue además la Copa del Rey de fútbol 2018-19 en el año centenario del club. Renovó en enero de 2021 su contrato hasta el año 2024.
El 31 de enero de 2024 rescindió su contrato tras haber jugado 253 partidos con el conjunto valencianista. Esto sucedió ya que estaba a cuatro encuentros de renovar automáticamente con un salario que Peter Lim, dueño del club, no estaba dispuesto a pagar. Ese mismo día se unió al Atlético de Madrid para lo que quedaba de temporada.

### Beşiktaş
El 15 de junio de ese mismo año, a pocos días de abandonar el Atlético de Madrid, fichó por el Beşiktaş J. K. y firmó para las siguientes tres campañas.

## Estadísticas

### Clubes
Actualizado al último partido disputado el 1 de junio de 2025.
| Club                        | Div.          | Temporada     | Liga  | Liga  | Copas nacionales | Copas nacionales | Copas internacionales | Copas internacionales | Total | Total |
| Club                        | Div.          | Temporada     | Part. | Goles | Part.            | Goles            | Part.                 | Goles                 | Part. | Goles |
| --------------------------- | ------------- | ------------- | ----- | ----- | ---------------- | ---------------- | --------------------- | --------------------- | ----- | ----- |
| E. C. Vitória · Brasil      | 1.ª           | 2010          | 11    | 0     | 3                | 0                | 8                     | 0                     | 22    | 0     |
| E. C. Vitória · Brasil      | 1.ª           | 2011          | 17    | 0     | 0                | 0                | ―                     | ―                     | 17    | 0     |
| E. C. Vitória · Brasil      | 1.ª           | 2012          | 35    | 0     | 5                | 0                | ―                     | ―                     | 40    | 0     |
| E. C. Vitória · Brasil      | 1.ª           | 2013          | 14    | 1     | 3                | 0                | ―                     | ―                     | 17    | 1     |
| E. C. Vitória · Brasil      | Total club    | Total club    | 77    | 1     | 11               | 0                | 8                     | 0                     | 96    | 1     |
| Villarreal C. F. · España   | 1.ª           | 2013-14       | 18    | 0     | 3                | 0                | ―                     | ―                     | 21    | 0     |
| Villarreal C. F. · España   | 1.ª           | 2014-15       | 19    | 0     | 2                | 0                | 8                     | 0                     | 29    | 0     |
| Villarreal C. F. · España   | Total club    | Total club    | 37    | 0     | 5                | 0                | 8                     | 0                     | 50    | 0     |
| Arsenal F. C. Inglaterra    | 1.ª           | 2014-15       | 6     | 0     | 2                | 0                | 0                     | 0                     | 8     | 0     |
| Arsenal F. C. Inglaterra    | 1.ª           | 2015-16       | 21    | 1     | 4                | 0                | 4                     | 0                     | 29    | 1     |
| Arsenal F. C. Inglaterra    | 1.ª           | 2016-17       | 19    | 0     | 6                | 0                | 2                     | 0                     | 27    | 0     |
| Arsenal F. C. Inglaterra    | Total club    | Total club    | 46    | 1     | 12               | 0                | 6                     | 0                     | 64    | 1     |
| Valencia C. F. · España     | 1.ª           | 2017-18       | 30    | 0     | 7                | 0                | ―                     | ―                     | 37    | 0     |
| Valencia C. F. · España     | 1.ª           | 2018-19       | 30    | 0     | 5                | 0                | 11                    | 0                     | 46    | 0     |
| Valencia C. F. · España     | 1.ª           | 2019-20       | 33    | 1     | 3                | 0                | 6                     | 0                     | 42    | 1     |
| Valencia C. F. · España     | 1.ª           | 2020-21       | 32    | 4     | 1                | 0                | ―                     | ―                     | 33    | 4     |
| Valencia C. F. · España     | 1.ª           | 2021-22       | 19    | 2     | 2                | 0                | ―                     | ―                     | 21    | 2     |
| Valencia C. F. · España     | 1.ª           | 2022-23       | 21    | 1     | 2                | 0                | ―                     | ―                     | 23    | 1     |
| Valencia C. F. · España     | 1.ª           | 2023-24       | 18    | 0     | 1                | 0                | ―                     | ―                     | 19    | 0     |
| Valencia C. F. · España     | Total club    | Total club    | 183   | 8     | 21               | 0                | 17                    | 0                     | 221   | 8     |
| Atlético de Madrid · España | 1.ª           | 2023-24       | 5     | 0     | 0                | 0                | 0                     | 0                     | 5     | 0     |
| Atlético de Madrid · España | Total club    | Total club    | 5     | 0     | 0                | 0                | 0                     | 0                     | 5     | 0     |
| Beşiktaş J. K. Turquía      | 1.ª           | 2024-25       | 20    | 1     | 2                | 0                | 6                     | 0                     | 28    | 1     |
| Beşiktaş J. K. Turquía      | Total club    | Total club    | 20    | 1     | 2                | 0                | 6                     | 0                     | 28    | 1     |
| Total carrera               | Total carrera | Total carrera | 368   | 11    | 51               | 0                | 45                    | 0                     | 464   | 11    |

## Palmarés

### Títulos regionales
| Título            | Club          | País   | Año  |
| ----------------- | ------------- | ------ | ---- |
| Campeonato Baiano | E. C. Vitória | Brasil | 2010 |
| Copa do Nordeste  | E. C. Vitória | Brasil | 2011 |
| Campeonato Baiano | E. C. Vitória | Brasil | 2013 |

### Títulos nacionales
| Título               | Club           | País       | Año  |
| -------------------- | -------------- | ---------- | ---- |
| FA Cup               | Arsenal F. C.  | Inglaterra | 2015 |
| Community Shield     | Arsenal F. C.  | Inglaterra | 2015 |
| FA Cup               | Arsenal F. C.  | Inglaterra | 2017 |
| Community Shield     | Arsenal F. C.  | Inglaterra | 2017 |
| Copa del Rey         | Valencia C. F. | España     | 2019 |
| Supercopa de Turquía | Beşiktaş J. K. | Turquía    | 2024 |